# Burgenordnung
Die sogenannte Burgenordnung beschreibt die von Heinrich I., König des Ostfrankenreichs, im November 926 durchgeführten Maßnahmen zur Gegenwehr gegen künftige Ungarneinfälle.
Als ostfränkischer König stand Heinrich mehreren Ungarneinfällen 919, 924 und 926 machtlos gegenüber. Es gelang aber 926 einen ungarischen Anführer in Gefangenschaft zu nehmen und für dessen Freilassung einen neunjährigen Waffenstillstand zu erkaufen. Allerdings mussten die Tribute weiter gezahlt werden. Unverzüglich nach Abschluss des Waffenstillstandes leitete Heinrich auf einem Hoftag im November 926 zu Worms Maßnahmen gegen die Ungarn ein. Das Ergebnis dieser Beratungen wird seit Carl Erdmanns Studie (1943) in der Mediävistik als „Burgenordnung“ bezeichnet.
Die Maßnahmen werden von Widukind von Corvey in einem einzigen Kapitel überliefert: Unter den ländlichen Kriegern (agrarii milites) wählte er jeden Neunten aus und ließ ihn in den Burgen wohnen, damit er für seine acht übrigen Genossen Wohnungen errichtete. Er hatte auch von seinen acht Genossen das Drittel des Ernteertrags zu verwahren. Der Feldarbeit war er selbst enthoben. Die übrigen Acht sollten die Bewirtschaftung des Neunten übernehmen. Außerdem sollten die Gerichtstage und alle Märkte und Gastmähler in den Burgen abgehalten werden. Unter den Burgen sind in der Zeit von 800 bis 1000 sogenannte Ringwallanlagen charakteristisch. Sie umschlossen ringförmig ein Areal von bis zu 15 Hektar. Zu den weiteren Maßnahmen gehörte auch der Aufbau einer schlagkräftigen Reitertruppe (Panzerreiter). Intensiviert wurde 928/29 der Kampf gegen die heidnischen Elbslawen als Vorbereitung für den bevorstehenden Kampf gegen die Ungarn.